# Yinglong

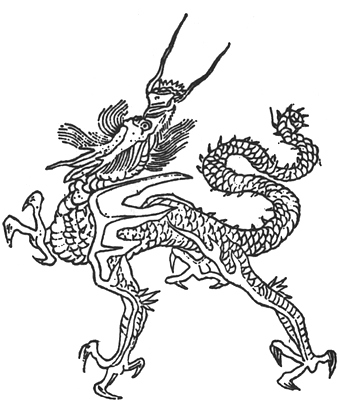
Yinglong.

Según la mitología china, Yinglong es un dragón que se cree que había sido un poderoso sirviente de Huang Di, el Emperador Amarillo, y que fue inmortalizado posteriormente en forma de dragón. 
Una leyenda dice que Yinglong ayudó a un hombre llamado Yu a evitar el desbordamiento del río Amarillo cavando largos canales con su cola.
- Datos: Q1378070
- Multimedia: Yinglong / Q1378070